# Frank Martin
Frank Martin (Eaux-Vives, 15 settembre 1890 – Naarden, 21 novembre 1974) è stato un compositore svizzero.

## Biografia
Frank Martin era figlio di un pastore calvinista di origine francese-ugonotta. Ebbe un unico insegnante di musica, Joseph Lauber, che gli diede lezioni di pianoforte, armonia e composizione. In seguito si legò con Émile Jaques-Dalcroze, che lo avvicinò alla tecnica della ritmica. Martin lavorava come pianista e clavicembalista, e durante la seconda guerra mondiale era presidente de L'Association Suisse des Musiciens. Nel 1946 si stabilì nei Paesi Bassi. Dal 1950 al 1957 insegnò composizione all'accademia di musica di Colonia.
Nel 1958 avviene la prima esecuzione assoluta nella Kunsthaus di Lucerna della "Ouverture en rondeau" per orchestra di sua composizione diretta da Ernest Ansermet.
Nel suo stile personale, che sviluppò verso la fine degli anni '30, Martin operò una sintesi della tradizionale musica tonale con la tecnica dodecafonica Schoenberghiana.
Centrale, nella sua produzione, è la musica vocale: diversi oratori, tra cui Le vin herbé, In terra pax, Golgotha, Le Mystère de la Nativité e il Requiem.
Compose poi numerose opere per organico più ridotto e alcuni canti per voce solista e orchestra, come Der Cornet da “Die Weise von Liebe und Tod des Cornets Christoph Rilke“ di Rilke e i Sechs Monologe aus Jedermann.
Accanto a ponderosi lavori drammatici come Roméo et Juliette, Athalie e Der Sturm (première nel 1956 nella Staatsoper di Vienna, dramma in musica in 3 atti, libretto del compositore e Pauline Martin diretta Ernest Ansermet con Christa Ludwig, Anton Dermota, Eberhard Waechter e Dietrich Fischer-Dieskau), Martin mostra una certa varietà anche nella musica puramente strumentale. Numerose composizioni per orchestra, musica da camera per vari strumenti e soprattutto le ballate per flauto, pianoforte, trombone, violoncello, ma anche molte sonate danno una ricca panoramica del suo stile compositivo. Molto celebri sono rimaste le sue ballate per saxofono (1938), flauto (1939), pianoforte (1939), trombone (1940), violoncello (1949) e viola (1972).

## Composizioni

### Musica da camera
- A piacere
- Trio sur des mélodies populaires irlandaises (1925, Trio con pianoforte)
- Sonata da chiesa per viola d'amore e organo (1938, rielaborata per organo e flauto traverso nel 1941, per viola d'amore e orchestra d'archi nel 1952)
- Ballata per saxofono (1938)
- Ballata per flauto e pianoforte (1939)
- Ballata per pianoforte e orchestra (1940) all'Opernhaus Zürich diretta da Ernest Ansermet
- Ballata per trombone (1940)
- 8 Preludi per pianoforte (1948, dedicati a Dinu Lipatti)
- Ballata per violoncello (1949)
- Ballata per viola (1972)
- Ballata per legni (1972)
- Ballata per cembalo und arpa (1972)

### Composizioni soliste
- Quatre Pièces Brèves per chitarra (1933) — anche come versione per pianoforte con il titolo Guitare (pubblicato nel 1976). Una versione orchestrale (con Ernest Ansermet) fu realizzata nella primavera del 1934.

### Musica vocale
- Cantate pour le temps de Noel (1929-1930)
- Messe per due cori a 4 voci (Kyrie, Gloria, Credo 1922; Sanctus, Agnus Dei 1926)
- Le vin herbé, oratorio profano da tre capitoli del romanzo Tristano e Isotta di Joseph Bédier (I: Le Philtre 1938, II: La Forêt de Morois e III: La Mort 1940-1941) per voce solista, coro e orchestra, nel 1942 all'Opernhaus Zürich con Ernst Haefliger
- Sechs Monologe aus Jedermann, per baritono e orchestra (1943-1944)
- In terra pax, oratorio breve in 4 parti e 11 numeri, per soprano, contralto, tenore, baritono, basso, doppio coro a 4 voci, organo e orchestra, libretto del compositore (1945), première scenica nel Grand Théâtre di Ginevra diretta da Ernest Ansermet.
- Trois chants de Noël, per soprano, flauto e pianoforte, da poesie di Albert Rudhardt (1947)
- Golgotha, oratorio (1949), a Ginevra con la direzione di Samuel Baud-Bovy
- Cinq chansons d'Ariel, per coro misto da La Tempesta di Shakespeare (1950)
- Drey Minnelieder, da testi medievali, per soprano e pianoforte (1960)
- Le Mystère de la Nativité, oratorio scenico in 12 quadri, per soprano, contralto, 3 tenori, 2 baritoni e 2 bassi, piccolo e grande coro misto a 4 voci, piccolo coro maschile e orchestra, libretto del compositore (1960), al Festival di Salisburgo con Teresa Stich-Randall e Regina Resnik
- Requiem (1971/72)

### Musica per orchestra
- Petite symphonie concertante per arpa, cembalo, pianoforte e doppia orchestra d'archi (1944-1945)
- Concerto per 7 strumenti a fiato, timpani, percussioni e orchestra d'archi (1949)
- Concerto per violino (1950)
- Concerto per cembalo e piccola orchestra (1952 diretto da Fernando Previtali al Teatro La Fenice di Venezia)
- Die vier Elemente, suite orchestrale (1963)
- Concerto per violoncello (1965)
- Concerto per pianoforte e orchestra n. 1 (1936) nel Grand Théâtre di Ginevra diretto da Ernest Ansermet con Walter Gieseking
- 2 concerti per pianoforte e orchestra (1968)
- Ballata per saxofono (o corno di bassetto) e orchestra (1938)
- Polyptyque per violino e due piccole orchestre d'archi (1973)